# Ferdinand Rudolph Hassler

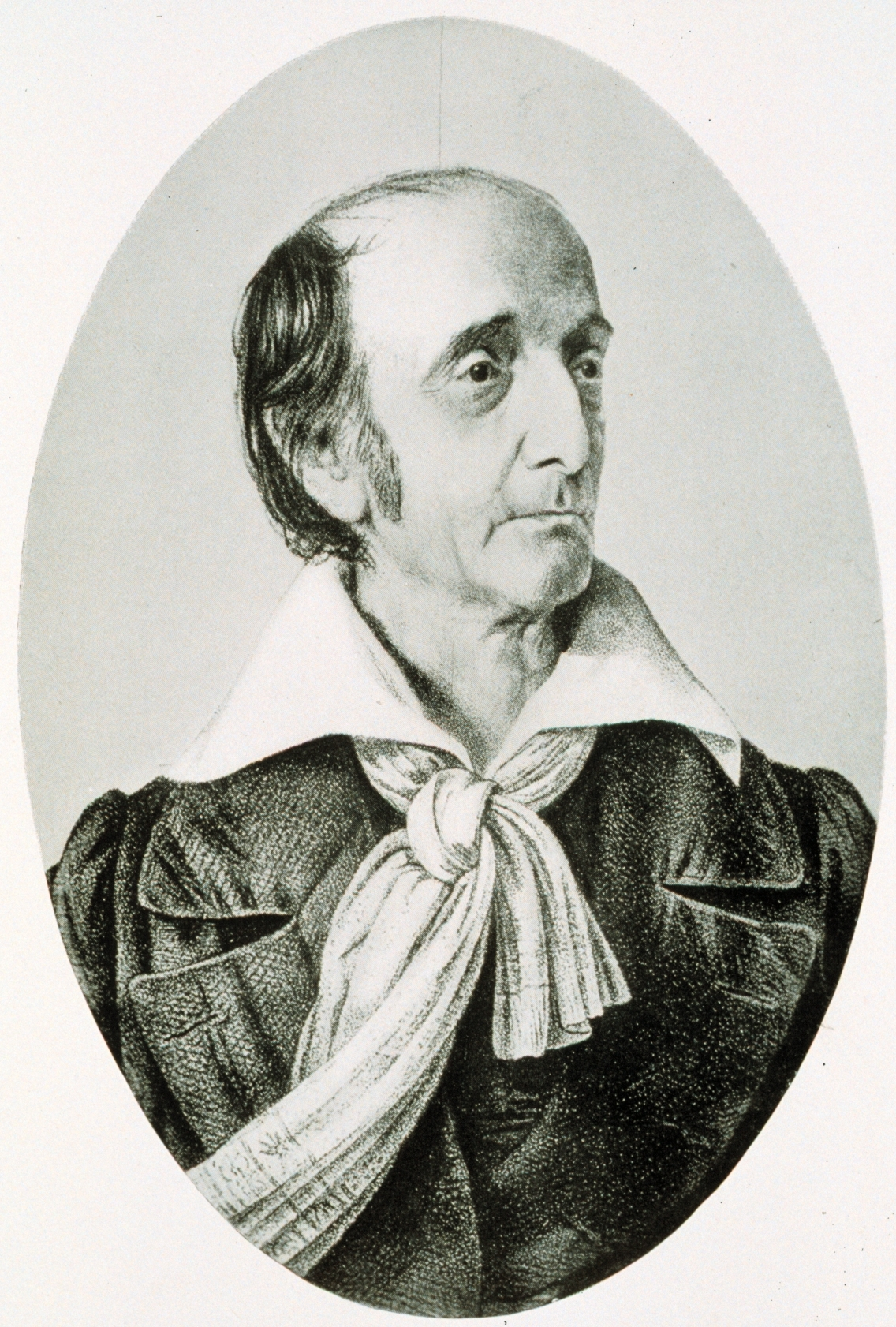
Ferdinand Rudolph Hassler

Ferdinand Rudolph Hassler (* 7. Oktober 1770 in Aarau; † 20. November 1843 in Philadelphia) war ein Schweizer Geodät und erster Leiter der US-amerikanischen Küstenvermessung (Titel: Superintendent of the United States Coast Survey).

## Leben

### Jugendjahre
Ferdinand Rudolph Hassler wurde als Sohn eines Uhrmachers in Aarau geboren. Er studierte zuerst in Bern die Rechte, bevor er sich unter dem Einfluss von Johann Georg Tralles der Mathematik und Physik zuwandte. Bereits während seiner Studienzeit half er Tralles bei dessen Vermessungen in den Kantonen Bern, Solothurn, Zürich und Schaffhausen. 1798 heiratete er Marie Anna Gaillard, die ihm neun Kinder gebar. Der älteste Sohn, Scipio Hassler, trat später in die Fussstapfen seines Vaters.

### Vermessungsauftrag der Helvetischen Republik
1798 bekam Hassler vom Finanzminister der Helvetischen Republik den Auftrag, die Schweiz zu vermessen. Er erstellte ein Koordinatenverzeichnis nach seiner Messmethode mit 51 Koordinatenpunkten zwischen Yverdon und Schaffhausen. Doch als sich die Helvetische Republik 1803 auflöste, erhielt er für seine Mühe keinen Lohn. Als auch noch französische Geografen mit der Vermessung der Schweiz begannen, resignierte Hassler und wanderte 1805 mit seiner Familie in die USA aus.

### Mathematikprofessor
Hassler bekam 1807 eine Stelle als Professor der Mathematik an der United States Military Academy in West Point (New York), wo er bis 1810 verblieb. Daran schloss sich eine Professur am Union College in Schenectady (New York) an.

### Küstenvermessung
Als 1807 von Präsident Thomas Jefferson der Survey of the Coast gegründet wurde, machte Hassler Vorschläge, wie die Arbeiten auszuführen wären. Daraufhin wurde er 1811 mit der Ausführung der Küstenvermessungen betraut. Er reiste noch im gleichen Jahr zwecks Kauf von geeigneten Vermessungsinstrumenten nach London. Hassler hatte aber Pech, kurz nach seiner Ankunft brach der Britisch-Amerikanische Krieg aus, und die Briten beschlagnahmten seine Messinstrumente. Erst 1815 konnte Hassler in die USA zurückreisen und wurde 1816 zum ersten Superintendent of the United States Coast Survey ernannt. Die Arbeiten begannen in der Hafengegend von New York, Long Island, und verliefen nur schleppend. Auf Veranlassung des Kongresses wurde Hassler 1818 abgesetzt. Bis 1832 war der Survey of the Coast ohne Leitung. Dementsprechend kamen die Arbeiten überhaupt nicht vom Fleck. In jenem Jahr berief der Kongress jedoch Hassler erneut an die Spitze der Küstenvermessungen, wo er sich bis zu seinem Tod grosse Verdienste erwarb. Mit fünf Schiffen, mehreren Messtrupps, insgesamt 90 Mitarbeitern, vermisst Hassler von 1832 bis 1843 mehr als 8000 Quadratmeilen. Die Behörde wurde 1878 in Coast and Geodetic Survey umbenannt und 1970 als National Geodetic Survey in die National Oceanic and Atmospheric Administration eingegliedert.

### Standardisierung von Massen und Gewichten
Hasslers zweite wichtige Arbeit begann 1830, als er mit der Vereinheitlichung von Maßen und Gewichten in den USA betraut wurde. Jeder Bundesstaat der USA hatte nämlich das Recht, eigene Standards zu erlassen, so dass mehrere Maß- und Gewichtssysteme nebeneinander bestanden. Hassler gelang es trotz umfangreichen Untersuchungen und Publikationen nicht, das metrische System einzuführen. Immerhin erst knapp sechzig Jahre nach seinem Tod wurde 1901 das US-amerikanische Bureau of Standards gegründet, das heutige US National Institute of Standards and Technology (NIST). Hasslers Verwendung des Meters in der Küstenvermessung war jedoch ein Argument für die Einführung des Metric Act of 1866, der die Verwendung des Meters in den USA erlaubte. Dies spielte 1867 wahrscheinlich auch eine Rolle in dem Vorschlag der Europäischen Gradmessung zur „Gründung eines Europäischen internationalen Bureau's für Maße und Gewichte“.

## Schriften (Auswahl)
- Elements of analytic trigonometry, plane and spherical. New York: Bloomfield, 1826.
- Elements of the geometry of planes and solids. Richmond: by the author, 1828.
- A popular exposition of the system of the universe, with plates and tables. New York: Carvill, 1828.
- Principal documents relating to the survey of the coast of the United States; and the construction of uniform standards of weights and measures for the custom houses and states ... New York: Windt, 1834–1836.